# Edda (1882)
Edda, officiellt HM Kanonbåt Edda, var en kanonbåt i svenska flottan. Hon byggdes av Karlskronavarvet och sjösattes den 30 november 1882. År 1907 byggdes hon om till handminefartyg på Karlskronavarvet. Hon försågs då med ny beväpning i form av 4 st 57 mm kanoner samt minräls monterades. Hon passerade som första svenska fartyg Kielkanalen 1895.  Edda avrustades 1922, utrangerades 1923, såldes och skrotades 1924.

## Utlandsresor

### 1885
1. Sverige
2. Köpenhamn, Danmark
3. Sverige

### 1895
Resan var med anledning av invigandet av Kielkanalen. Reste tillsammans med HMS Göta och HMS Thule.
1. Sverige
2. Kiel, Tyskland
3. Brumsbuttel, Tyskland
4. Holtenau, Tyskland
5. Kiel, Tyskland
6. Sverige